# Tetrastigma pycnanthum
Tetrastigma pycnanthum är en vinväxtart som först beskrevs av Collett & Hemsley, och fick sitt nu gällande namn av P. Singh & B.V. Shetty. Tetrastigma pycnanthum ingår i släktet Tetrastigma och familjen vinväxter. Inga underarter finns listade i Catalogue of Life.